# Municipio de Kirkelie
El municipio de Kirkelie (en inglés: Kirkelie Township) es un municipio ubicado en el condado de Ward en el estado estadounidense de Dakota del Norte. En el año 2010 tenía una población de 436 habitantes y una densidad poblacional de 4,62 personas por km².

## Geografía
El municipio de Kirkelie se encuentra ubicado en las coordenadas 48°19′33″N 101°28′34″O / 48.32583, -101.47611. Según la Oficina del Censo de los Estados Unidos, el municipio tiene una superficie total de 94.41 km², de la cual 94,26 km² corresponden a tierra firme y (0,16 %) 0,15 km² es agua.

## Demografía
Según el censo de 2010, había 436 personas residiendo en el municipio de Kirkelie. La densidad de población era de 4,62 hab./km². De los 436 habitantes, el municipio de Kirkelie estaba compuesto por el 94,95 % blancos, el 1,83 % eran amerindios, el 1,15 % eran asiáticos, el 0,23 % eran de otras razas y el 1,83 % eran de una mezcla de razas. Del total de la población el 0,46 % eran hispanos o latinos de cualquier raza.